# Bamra acronyctoides
Bamra acronyctoides là một loài bướm đêm trong họ Noctuidae.